# Meyerhof (Gefrees)
Meyerhof ist ein Gemeindeteil der Stadt Gefrees im Landkreis Bayreuth (Oberfranken, Bayern). Meyerhof liegt in der Gemarkung Lützenreuth.

## Geografie
Die Einöde liegt auf einem Höhenzug des Fichtelgebirges. Ein Wirtschaftsweg führt 550 Meter östlich nach Hermersreuth.

## Geschichte
Meyerhof gehörte zur Realgemeinde Stein. Gegen Ende des 18. Jahrhunderts bestand Meyerhof aus einem Anwesen. Die Hochgerichtsbarkeit stand dem bayreuthischen Stadtvogteiamt Berneck zu. Das bayreuthische Amt Stein war Grundherr des Hauses.
Infolge des Ersten Gemeindeedikts wurde Meyerhof dem 1812 gebildeten Steuerdistrikt Lützenreuth und der zugleich entstandenen Ruralgemeinde Lützenreuth zugewiesen. Im Zuge der Gebietsreform in Bayern wurde Meyerhof am 1. Juli 1971 nach Gefrees eingemeindet.

### Einwohnerentwicklung
| Jahr      | 001812 | 001819 | 001861 | 001871 | 001885 | 001900 | 001925 | 001950 | 001961 | 001970 | 001987 |
| Einwohner | 7      | *      | 9      | 8      | 6      | 7      | 9      | 5      | 7      | 7      | 3      |
| Häuser    | 1      |        |        |        | 1      | 1      | 1      | 1      | 1      |        | 1      |
| Quelle    | [ 6 ]  | [ 9 ]  | [ 10 ] | [ 11 ] | [ 12 ] | [ 13 ] | [ 14 ] | [ 15 ] | [ 16 ] | [ 17 ] | [ 1 ]  |

## Religion
Meyerhof ist evangelisch-lutherisch geprägt und gehört zur Kirchengemeinde St. Michael (Stein, Gefrees), die Teil der Pfarrei St. Trinitatis (Berneck) ist.